# اختيار الدين أي طاق
اختيار الدين آي طاق كان أميرًا مؤثرًا في غرب خراسان بعد تراجع السلاجقة، وحاكم جرجان ودهستان من 1161 حتى 1165.

## الحياة المهنية
كان آي طاق في الأصل أحد غلمان السلطان السلجوقي سنجر. عندما وقع سنجار في قبضة العصابات الغزية المتمردة في عام 1153، قام أي طاق ببناء جيش وأسس نفوذه بسرعة في المناطق الغربية من إمبراطورية سنجار.
ولم يكن آي طاق هو الشخص الوحيد الذي استغل الإطاحة بسنجار. وفي نيسابور استولى على السلطة أحد غلامي سنجر السابقين، مؤيد الدين أي أبا، وحصل على السيطرة على جزء كبير من خراسان. توترت العلاقات بين آي طاق وآي آبا بسرعة، وبحلول عام 1158 اندلعت الحرب بينهما. تلقى آيتاق مساعدة عسكرية من شاه غازي رستم، الحاكم الباوندي لطبرستان. ورغم ذلك هزمت قواته على يد آي أبا والسلطان محمود خان، فاضطر إلى الفرار إلى طبرستان. في النهاية اضطر إلى رفع دعوى من أجل السلام وكان عليه أن يدفع لخصومه.
في حوالي عام 1160 تعرضت مدينة أي طاق لهجوم من قوة من الترك الغزية بقيادة زعيمهم يغمور. وعلى الرغم من دعم الباونديين له، إلا أنه هُزم وأُجبر على الفرار. توجه إلى خوارزم، حيث زوده الخوارزمشاه إل أرسلان بالمساعدة. وقد مكنه هذا من ترسيخ وجوده في جرجان ودهستان، حيث اعترف بسيادة إل أرسلان. ولكن لسوء حظه، فقد خسر في نهاية المطاف دعم الشاه، وطرده جيش خوارزمي من دهستان في عام 1165.

## ملحوظات
1. ↑  Bosworth, pps. 156 & 188